# Forfait imagine R
« imagine R » redirige ici. Pour l’article homophone, voir Imaginaire.
Le forfait imagine R est un titre de transport destiné aux scolaires, étudiants et apprentis d'Île-de-France qui ont moins de 26 ans. Valable un an et sur l'ensemble des zones tarifaires depuis 2015, il permet d'utiliser les différents transports en commun de la région, comme le métro, le bus, le tramway, ou le RER.
En 2005, le forfait imagine R comptait 741 000 abonnés (364 000 la première année 1998 - 1999) dont 365 500 « étudiants » et 375 500 « scolaires ».

## Obtention
Le forfait imagine R est destinée aux jeunes en formation et concerne exclusivement les scolaires et les étudiants. Les jeunes déscolarisés âgés de plus de 16 ans ne peuvent donc pas en bénéficier. Il existe également une limite d'âge puisque le forfait n'est plus délivrée passé 26 ans. Le forfait imagine R se présente comme un moyen de transport réservé aux jeunes étudiants, qui s'accompagne de divers avantages (les « Bons plans imagine R ») liés à la possession de ce forfait.
La tranche d'âge concernée par imagine R étant très large, il existe trois types d’abonnements :
- un abonnement dit « junior » (pour les moins de 11 ans), valable à partir du 1er septembre et jusqu'au 30 septembre de l'année suivante. Le premier abonnement est donc de 13 mois, les suivants de 12 mois chacun ;
- un abonnement dit « scolaire » (avant le baccalauréat ou assimilé), valable sur la même période que le précédent ;
- un abonnement dit « étudiant » (études supérieures), qui peut commencer chaque 1er jour du mois entre septembre et janvier, ceci afin de tenir compte des différentes dates de rentrée scolaire possibles. L'abonnement n'est valable que 12 mois.

Pour obtenir le forfait et la carte Navigo le cas échéant, il est nécessaire de retirer un dossier de souscription dans les stations et gares de la RATP, de Transilien SNCF ou dans les agences commerciales d’OPTILE, puis de renvoyer par voie postale le dossier dûment complété à l'Agence Imagine R. Depuis la rentrée 2018/2019, il est également possible de souscrire en ligne.

## Tarification
Pour l'année 2017-2018, le tarif applicable est de 350 € frais de dossier de 8 € inclus. Le paiement s'effectue comptant ou en neuf fois.
En cas de perte ou de vol, la carte imagine R Scolaire n’est remplacé qu’une seule fois par an et avec une participation de 23 € (frais de gestion).
Certains départements ou collectivités peuvent cofinancer une partie du forfait au-delà de la part de 50 % de la région.
En raison de la situation sociale défavorisée de ses habitants, la participation de la région pour les élèves boursiers se montait à 66 % en Seine-Saint-Denis au lieu de 50 %, permettant un tarif plus bas pour le forfait imagine R. Pour l'année scolaire 2017-2018, la nouvelle majorité régionale choisit de mettre fin à cette participation différenciée, ce qui aboutit à une augmentation de 33 € de la participation demandée aux bénéficiaires, sauf pour les collégiens pour lesquelles le département compense la différence.
En septembre 2019, la ville de Paris instaure un remboursement intégral (sur demande) des abonnements imagine R scolaire pour les enfants âgés scolarisés dans le premier degré à compter de leur quatrième anniversaire, le remboursement de 50 % pour les collégiens et à 100 % pour les jeunes en situation de handicap de moins de 20 ans.

## Avantages
Fruit de la collaboration entre différents organismes, le forfait imagine R n'est pas un simple forfait et s'accompagne d'une carte « Bon plans », qui n'est pas un titre de transport, qui donne à son porteur une série d'avantages (nommés « Bons plans imagine R »), tels que des réductions dans certaines chaînes de restauration rapide (McDonald's), dans des salles de cinémas (Gaumont, Pathé), des espaces culturels ou de loisirs (musées...) ou dans certaines chaînes de magasins.

## Historique

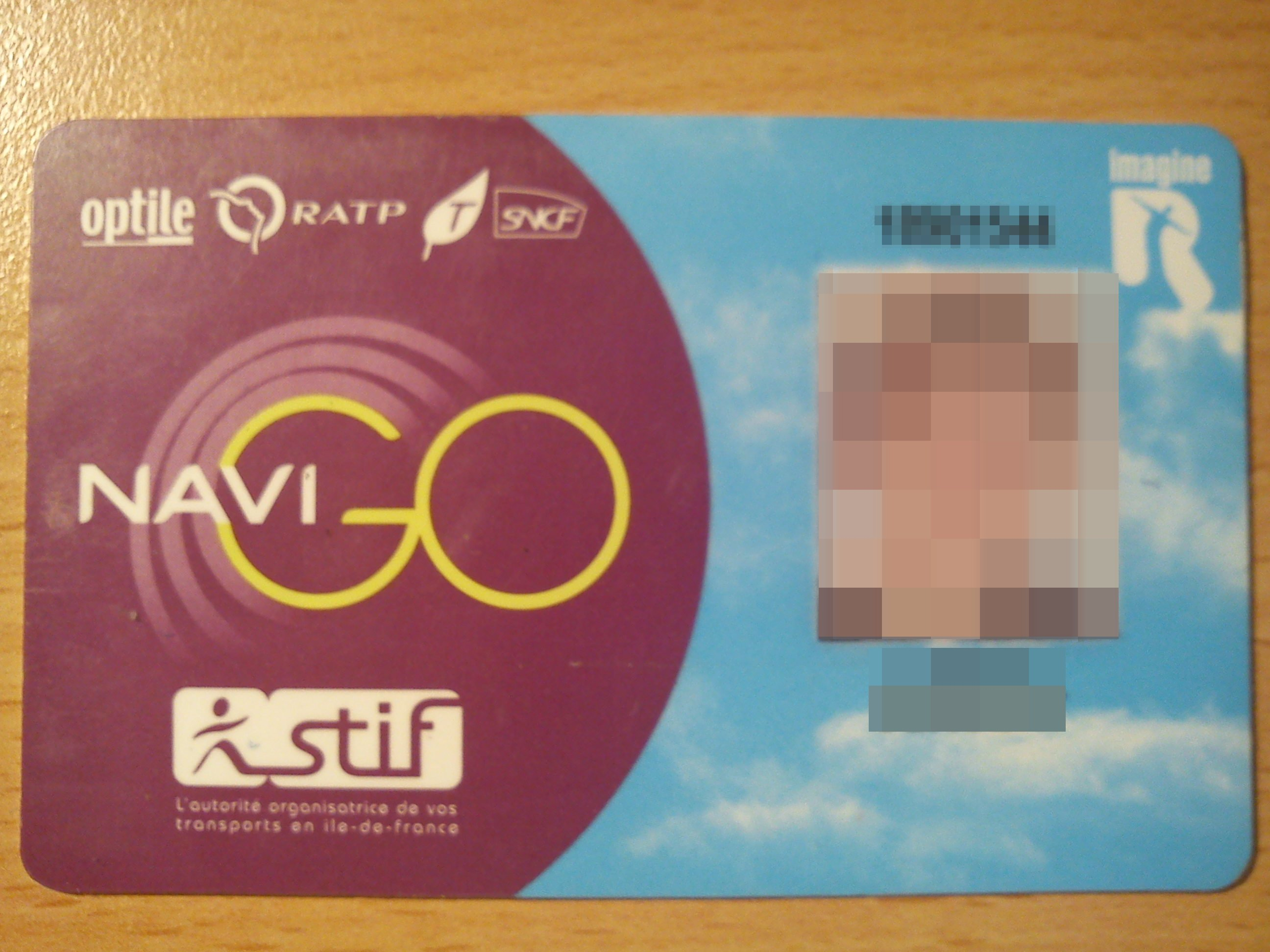
Ancienne carte du Forfait Imagine'R.

La carte imagine R est lancée le 18 juin 1998 avec le financement du Syndicat des transports d'Île-de-France (STIF), du ministère des Transports et du ministère de l'Éducation nationale, avec le soutien de la région Île-de-France et de ses départements. Sa gestion est assurée par l'Organisation professionnelle des transports d'Île-de-France (Optile), la RATP et la SNCF.
Le forfait imagine R s'obtient depuis 2003 sur la carte Navigo. C'est la seconde carte après la carte Intégrale, l'actuel forfait Navigo Annuel, à avoir bénéficié de ce dispositif. Elle se distingue par rapport aux autres abonnements utilisant la carte Navigo (tels le Navigo Mois et Semaine), par l'ajout du logo du sigle imagine R.
Initialement, l'abonnement doit couvrir uniquement les zones nécessaires pour se rendre de son domicile à son lieu d'études. Une personne résidant en zone 3 et étudiant en zone 1 ne pourra théoriquement pas prétendre à un abonnement couvrant d'autres zones que les zones 1 à 3. Par contre, une personne résidant à Marne-la-Vallée (zone 5) et étudiant à Saint-Germain-en-Laye (zone 4) peut obtenir un abonnement couvrant les zones 1 à 5, puisque le trajet le plus court pour aller du domicile au lieu d'études (en passant par le RER A) traverse les zones 1 à 5. Le coût de l'abonnement est proportionnel au nombre de zones parcourues. Chaque utilisateur doit choisir deux zones entre lesquelles il pourra voyager. Ainsi un abonnement pour les zones 1-4 autorise à passer dans les zones 2 et 3, mais pas dans la zone 5. L'abonnement sera d'autant plus cher que le nombre de zones couvertes sera grand. 
Le week-end, les jours fériés et pendant les vacances scolaires (zone C pour les petites, et du 1er juillet au 31 août pour les grandes), le forfait est « dézonée », autorisant son porteur à se rendre dans toute l'Île-de-France.
Depuis décembre 2013 et l'apparition des cartes Navigo de couleur argent et parme, les supports utilisés pour le forfait se distinguent uniquement par le « i » apposé au verso ; le passage à la charte graphique Île-de-France Mobilités en 2018 n'a pas changé ce principe.
Le 12 février 2015, le conseil du STIF adopte la mise en place du forfait toutes zones pour le forfait imagine R étudiant prévu pour le 1er septembre 2015. Cinq mois plus tard, soit le 8 juillet 2015, les forfaits imagine R scolaires deviennent également toutes zones. Ce sont alors 425 000 abonnés du forfait étudiant et 400 000 abonnés du forfait scolaire qui peuvent dès lors bénéficier de cet avantage.